# Pohlia hisae
Pohlia hisae là một loài rêu trong họ Bryaceae. Loài này được T.J. Kop. & J.X. Luo mô tả khoa học đầu tiên năm 1986.